# Історія євреїв Києва
Історія євреїв Києва - хронологічний розвиток соціально-економічного, культурно-релігійного та інших аспектів життя єврейської громади у Києві.

## Єврейське життя за часів Князівства Литовського, Королівства Польського і Речі Посполитої
З XIV по XVII століття Київ входив до складу Князівства Литовського, Королівства Польського і Речі Посполитої. Привілеї князя Вітовта, які датуються 1388-1389 роками, на багато років сталі правовим засновком для регулювання юридичних, господарсько-економічних, соціально-суспільних відносин між правителем і євреями, між євреями і городянами-християнами, між самими євреями. 1495 року київські євреї разом з іншими були вигнані за межі Великого князівства Литовського. 1503 року їм дозволили повернутись, то у 1507 король і великий князь Сигізмунд І підтердив привілей 1388 року.
Згідно з привілеями, євреїв було прирівняно до бояр, євреї підпорядковувалися великому князю. Євреї отримали право проживати окремими громадами, вони могли дотримуватися свого віросповідання. У Польщі євреям було також надано свободу віросповідання, можливість селилися на землях, що належали королю або вельможам. Ряд правових документів, забезпечував євреям повну автономію. І хоча в цих державах також бували зміни в "єврейської політиці" - тимчасові вигнання з міст, раптові збільшення податків, позбавлення прав на певні ремесла, проте цей період був відносно благополучним для єврейських громад, в тому числі і для київської.
У цей час тут жили відомі рабини, талмудисти, вчені. Наприклад, Моше Київський II, або вчений Захарія Бен Аарон га-Коген, автор праць з астрономії та філософії, перекладач трактатів Маймоніда. Саме тоді було сказано: «світло Тори йде з Києва». Однак після входження міста до складу Московського царства (1654 рік), в якому євреям жити заборонялося, їм довелося покинути місто.

## Період Хмельниччини і Гетьманщини
Внаслідок повстання під проводом Богдана Хмельницького єврейська громада Києва як така зникла. Частина загинула, інші представники громади втекли до земель, що контролювалися королівським урядом і магнатами, також євреї часто хрестилися, чим рятували своє життя й майно. З огляду на це важко прослідити діяльність євреїв-викхрестів Києва.
Відповідно до указу імператриці Катерини І  євреїв було вигнано з Києва (як із інших міст підвладних Росії). 1743 року імператриця Єлизавета I відкинула клопотання про надання євреям дозволу оселятися й провадити економічну діяльність на підросійських землях України.

## Від Катерини ІІ до Миколи І
28 грудня 1791 року вийшов указ Катерини II, в якому визначалася територія, де євреям було "дозволено жити і займатися промислом". Пізніше ця територія отримала назву "смуга осілості" і стала символом гноблення єврейського населення в Російській імперії. Однак на початку указ не був дискримінаційним, він вирішував юридичну проблему - давав дозвіл "особам юдейського віросповідання" жити в імперії. Пізніше, євреям було заборонено жити поза "смуги осілості".
Київ в "смугу осілості" не входив, тому можливість перебування там євреїв залежала від волі царюючих осіб. Під час правління Катерини ІІ євреям було дозволено жити в Києві. Автор нарису "К истории евреев в Киеве" Авраам Коперник писав: 
В 5533 (1794) году вышел царский указ, разрешающий сынам Израиля поселяться и торговать в Киеве и его окрестностях. И открылись перед ними врата города, и поселились сыны Израиля в Киеве. Местом же их проживания был район на Печерской горе. Это разрешение было дано в 1794 году (по их летоисчислению) и не давало ни сна, ни покоя коренным торговцам. И начали они писать поклепы в правительство, чтобы изгнать евреев из Киева, потому, что во-первых это разрешение противоречит привилегиям, которые запрещают евреям как жить в Киеве, так и торговать в нем; во-вторых из-за проживания евреев в Киеве умножились неразбериха, ссоры и разногласия в городе. Правительство же не обратило внимания на эти слова и просьбы, и 22 января 1810 года милостивый Александр I (пусть будет благословенна его память) вынес указ. В соответствии с общеизвестным от 1774 года указом «разрешено евреям приезжать в Киев, селиться и торговать в нем». На тот момент 450 евреев проживают там, и в соответствии с указом от 1801 г., было «запрещено изгонять их из города».
У цей період було засновано єврейське кладовище, яке розташовувалося на території сучасного Ботанічного саду ім. Гришка. Були засновані перші єврейські громадські структури, зокрема, молитовний будинок, похоронне братство Хевра-Кадіш. Однак через 33 роки євреї Києва знову були змушені покинути місто.
2 грудня 1827 року за розпорядженням Миколи І був виданий указ "Про заборону євреям постійного перебування в Києві і про висилку їх з оного":
1)	Евреи не могут иметь в Киеве ни постоянного пребывания, ни заведений для отправления их обрядов или промышленности, ни записываться в тамошнее градское общество.
2)	Евреи купцы 1 и 2 гильдии могут туда приезжать на контракты и ярмарки и торговать во время оных в лавках; но им воспрещается давать доверенности евреям купцам 3 гильдии и мещанам для того, чтобы сие последние под таковым предлогом не пользовались там промыслами, им запрещенными...
3)	Приезжающим на контракты и ярмарки, по окончании оных, никакой отсрочки не давать, а приезжающим по делам вышеозначенным допускать оную не далее 6 месяцев.
4)	Евреи, имеющие ныне в Киеве оседлость или только приписанные к сему городу, должны в течение одного года переписаться в другие города, открытые для постоянного их пребывания.
5)	Евреям, выводимых из Киева, кои имеют дома, земли, лавки и другую недвижимую собственность в городе, предоставить оные продать в течение двух лет; но если они в продолжение сего срока имение не продадут, то оценивать оное от Правительства и в течение трех месяцев продать с публичного торга в пользу хозяев имения… .
Спроби київської влади якось протидіяти цьому шкідливому і для євреїв, і для міста розпорядженню, дозволили відкласти виселення деяких жителів до 1832 року. Але потім на чверть століття місто було закрите для "осіб юдейського віросповідання". Євреям було дозволено приїжджати в Київ лише під час Контрактів, або на один-два дня за спеціальним дозволом. Але і це нерідко супроводжувалося приниженнями:
А. Коперник писав:
Из всей территории Киева евреи имели право селиться только в двух постоялых дворах. Первый находился у подножья горы, второй – в районе, называемом «Лыбидь». Эти постоялые дворы никоим образом не принадлежали евреям, а были арендованы городскими властями женщине по фамилии Григорьева. Под ее надзором находились все те, кто приходил в город. Если же она встречала в черте города еврея, не числящегося в ее постояльцах, она вцеплялась в него с криками и воплями, призывая городовых. Те же препровожали его в полицейский участок, а оттуда этапом отправляли к месту проживания…
Постоялые дома Григорьевой были похожи на тюрьму и как клетка с птицами были набиты евреями. Как заключенные в яме сидели они по десять человек в одной комнате. Тут жили, тут и ели. Спать возможности не было из-за насекомых, которые нещадно кусали. Когда же истекал срок разрешения на проживание, а еврей медлил с выездом по какой-то причине, тогда приходили городовые, силой выводили замешкавшегося к воротам города и просто выбрасывали его за ворота....
Незважаючи на всі складнощі, в 1853 році кількість євреїв, які були в Києві проїздом і тимчасово зупинялися в місті "простягалося до 39 600", при загальному населенні міста "61. 028 душ".
Відсутність євреїв ніяк не поліпшила економічне становище міста. Населення потроху зменшувалася, так, наприклад, в 1858 році 57 168 душ, ціни зростали. У 1858 році київський генерал-губернатор Іларіон Іларіонович Васильчиков, щоб знизити ціни на товари першої необхідності і забезпечити місто дефіцитними або зовсім відсутніми товарами, дозволив євреям тричі на тиждень (щовівторка, щочетверга та щонеділі) здійснювати торгівлю на околиці міста, на Галицькій площі. Ринок отримав назву "Єврейський базар" або, скорочено, "Євбаз". І хоча торгували там люди різних національностей - євреї, українці, китайці та інші, назва закріпилася більше ніж на сторіччя. В районі Євбазу і сьогодні збереглося кілька об'єктів, пов'язаних з єврейськими сторінками київської історії. Найвідоміше – Галицька синагога, побудована в 1910 році за проектом архітектора Ф. Олтаржевського Київським підрядчиком Яківом Хаїмовичем Файбишенко, який очолював Господарче правління Галицького єврейського товариства.

## Життя євреїв в імперському Києві
Після смерті Миколи І деяким категоріям євреїв було дозволено селитися поза смугою осілості, в тому числі, і в Києві:
... на втором году царствования милосердного царя Александра II (благословенной памяти), вспомнил он среди своих многочисленных подданный также и Якова, при всей его ничтожной малости. И повелел он открыть перед евреями врата Киева для свободного прохода в город.
6 березня 1859 р. був затверджений закон "Про надання Євреям-купцям Першої гільдії і Євреям-іноземним підданим права проживання і торгівлі поза смугою осілості".
Марта 16 1859 года
О предоставлении Евреям-купцам 1 гильдии и Евреям-иностранным подданным права жительства и торговли вне черты оседлости
…1. Евреям-купцам 1 гильдии дозволяется приписываться на общем основании в купечество же 1-й гильдии ко всем вообще городам Российской Империи и вне черты их теперешней оседлости… Приписавшиеся на сем основании к городам, вне черты постоянной оседлости Евреев находящимся, купцы 1-й гильдии из Евреев пользуются всеми правами, коренному русскому купечеству по сей гильдии присвоенными: по торговле, подрядам, откупам, по устройству фабрик и заводов, по учреждению банкирских контор и приобретению недвижимой собственности в Империи, исполняя и все лежащие на купцах 1-й гильдии повинности.
2. Причисляющиеся в означенные выше города Евреи-купцы 1-й гильдии могут переходить туда с членами своих семейств, в одном с ними капитале записанных.
3. Евреям-купцам, на этом основании переселяющимся в города Российской Империи, находящиеся вне черты постоянной их оседлости, дозволяется брать с собой приказчиков и домашнюю прислугу из Евреев же, в определенном числе… 
Евреи-купцы могут брать с собой не более одного приказчика или конторщика и четырех обоего пола служителей на каждое семейство переселяющегося еврея купца…

## Формування громади. Єврейська "географія" Києва
З 60-х років ХІХ ст. у Києві почала формуватися єврейська громада. Спочатку до її складу входили солдати у відставці та купці першої, а потім і другої гільдії. Пізніше дозвіл на проживання отримали особи з вищою освітою, учні середніх навчальних закладів, ремісники, які склали спеціальний іспит, особи, які приїхали на лікування.
У перші роки  (60 – 70-ті роки) єврейські купці селилися, в основному, на Подолі. Пізніше вони домоглися дозволу купувати землі в Липках. Там з'явився ряд чудових особняків "липській аристократіі" (так назвав жителів цього елітного району Шолом-Алейхем). "Середній клас", інтелігенція, жили, в основному, в верхньому місті і в районах "Нової будови" ("Нового строения"). Найбідніше населення - дрібні ремісники та інші, мали право жити тільки в двох, найбільш невпорядкованих районах міста - Плоскому та Либідському. 
Стрімке зростання єврейського населення міста - в 1862 - 1411 чоловік, в 1863 - 3013 (3% від загальної чисельності населення Києва), в 1872 році - 13 803 (11,8%), в 1913 році - 81 256 (13%), відбувалося паралельно зі зростанням кількості міського населення (від 61 028 людей в 1853 р., 250 тис. - у 1897 р., 520 тис. - у 1913 р., тобто з 1853 року кількість населення зросла в 8,5 разів). 
У цей період євреї значною мірою впливали на місто. Бурхливий розвиток Києва в чималій мірі забезпечували зусилля і капітали єврейських купців, фінансистів, виробників. Єврейські підприємства випускали чверть виробленої в місті продукції - борошномельні, цукрові, цегельні заводи Бродських, Зайцевих, Марголіна та інших підприємців забезпечували київський та імперські ринки. Контора будівельника-підрядника, купця першої гільдії Льва Борисовича Гінзбурга збудувала десятки споруд, які визначили вигляд Києва рубежу ХІХ - ХХ століть. Наприклад, Міський театр (в т.ч. Національна опера), театр «Соловцов» (театр ім. І.Франка), Троїцький народний дім (театр оперети), Музей старожитностей і мистецтв (Національний художній музей), будівля Державного банку (НБУ), «Хмарочес Гинзбурга», корпуси Київського політехнічного інституту та чимало інших. Багато з цих споруд і сьогодні є окрасою міста. Під наглядом «інженера в квадраті» Артура Абрагамсона споруджували Київську мережу електричних залізниць, в тому числі й "Михайлівський механічний підйом" (фунікулер). Він же стояв біля витоків організації Київського яхт-клубу (1887) і «медичної рятувальної станції» (1902). Гроші та зусилля Давида Марголіна сприяли розвитку системи транспорту та артезіанського водопостачання, появі багатьох навчальних закладів (єврейських та неєврейських).
У кінці XIX століття євреї складали 44% міського купецтва. В місті функціонувало кілька банків і кредитно-фінансових установ, у діяльності яких євреї брали активну участь (наприклад, 16 серпня 1871 був відкритий Київський промисловий банк, у 1897 році банк був перейменований в Південно-Російський промисловий банк), засновником і головним акціонером якого був Лазар Самуїлович Поляков. 
Єврейські меценати зробили величезний внесок у розвиток київського транспорту, артезіанського водопостачання, єврейської та неєврейської освіти, охорони здоров'я, у музейну справу тощо.

## Релігійне життя
У період заборони на проживання євреям у Києві, не могло бути мови про відкриття молитовних будинків або про будівництво синагог. Винятком була Печерська фортеця, територія якої не входила в межі міста. Синагога для юдеїв-солдат, кантоністів і невеликої кількості ремісників перебувала на місці нинішнього Національного транспортного університету.
Після появи в Києві, єврейські громади почали відкривати молитовні в орендованих приміщеннях. Перша відома адреса - Ярославська 22/23, була зафіксована в 1866 році в садибі Гневушева, її відкрили відставні солдати, які отримали право селитися в Києві. У 80-х роках у двох будинках садиби розміщувалися ще дві молитовні - «Чорнобильська» і «Комерційна». На вул. Ярославський було кілька молитовних приміщень - А.Кодрянского (№ 35), А.Терещенка (потім Я.Каплера, № 35), в садибі Лур'є (№ 20) та ін. Всього в місті у 1889 році Київським губернським правлінням було зафіксовано чотирнадцять офіційних молитовень. Неофіційних було значно більше 
Будувати синагоги в цей період в Києві заборонялося. Кількість молитовних будинків було обмежено. Щоб відкрити нову молитовню, треба було закрити діючу. У 1895 році купець Габріель-Яків Розенберг на своїй ділянці на вул. Щекавицькій побудував приватний будинок і попросив перевести в готову будівлю молельню з тісного приміщення в садибі Лур'є (вул. Ярославська). Виявилося, що хоча будівля була оформлено як приватний особняк, архітектор М.Горденін одразу будував синагогу. Таким чином, після довгої перерви, київські євреї отримали синагогу. У 1898 році на кошти Лазаря Бродського була збудована друга чудова споруда – хоральна синагога Бродського, через рік, на кошти Льва Бродського - Купецька синагога (після революції була перейминована у Реміслену, діяла до 30-х років ХХ ст. У наш час кінотеатр "Кінопанорама"). Сьогодні в Києві збереглися будівлі кількох синагог і єврейських молитовних будинків. Деякі з них повернуто єврейській громаді міста. 
Єврейську громаду Києва в цей період не можна назвати однорідною. Більшість жителів були прихильниками ортодоксального юдаїзму, серед них було чимало хасидів. У "Верхньому місті" частіше зустрічалися маскілім. Протиріччя виникали між "казенними" і "виборними" рабинами, між демократичними представниками громади і олігархами. Однак хасиди зустрічалися і серед найбагатших євреїв міста (наприклад, Йона Зайцев), а маскілім і навіть революційно налаштована молодь - серед найбідніших верств громади. 
Київські рабини А.Гуревич, Я.Алешковский намагалися впливати на громаду і на уряд, докладаючи зусиль для поліпшення ставлення влади до єврейського населення імперії взагалі і Києва зокрема. Наприклад, під час візиту російського царя в 1911 році йому урочисто піднесли Тору із запевненнями в вірнопідданських настроях євреїв Києва. Цар прихильно прийняв святиню. Однак при цьому Микола ІІ всіляко підтримував антисемітський "Союз русского народа", крім того в цей час вже місяць йшла "Справа Бейліса". Мендель Бейліс сидів у в'язниці за звинуваченням у "ритуальному вбивстві". З іншого боку, рабини, а особливо їхні діти, брали участь в демократичних і сіоністських рухах. Через два дні після вручення Тори російський прем'єр-міністр Петро Столипін був смертельно поранений Дмитром Богровим. 
Налагодити стосунки з владою у євреїв Києва так і не вийшло. А рабинів згодом серйозно звинувачували в тому, що вони пішли на цей дивний крок без підтримки громади.
Останнім дореволюційним рабином Києва був Нухим Янкелевич (Наум Якович) Вайсблат, нащадок Баал Шем Това, відмінний математик, творець "вічного календаря", приятель Шолом-Алейхема і засновник династії відомих вчених, лікарів, художників.
Зазвичай, всі верстви київського єврейства об'єднувалися, коли виникала необхідність вирішувати питання, що стосуються всіх членів громади. Наприклад, благодійність, охорона здоров'я, допомога постраждалим внаслідок погромів та ін.
У 1894 році на тодішній околиці Києва - Лук'янівці було відкрито Єврейське кладовище.

## Медицина
21 листопада 1862 року в  приміщенні в урочищі Гончарі-Кожум'яки на Подолі відбулося відкриття єврейської лікарні на 20 ліжок. Пізніше лікарня переїжджала в інші орендовані приміщення, поки в 1883 році Ізраїль Бродський не пожертвував 150 тисяч на придбання ділянки землі і будівництво на ньому спеціальних лікарняних будівель на 112 ліжок. У 1885 році було побудовано чотири цегельні корпуси та адміністративну будівлю на вул. Багговутівській, 1. Потім будівництво лікарні продовжували сини Ізраїля Бродського - Лазар і Лев, до яких приєдналися заможні євреї Києва. Будувались нові корпуси, закуповувалось обладнання. У лікарні працювали і консультували кваліфіковані лікарі і професори Київського університету. Безкоштовною медичною допомогою користувалося близько 30 тисяч хворих на рік. 
У 1896 році Іона Зайцев побудував ще одну єврейську лікарню для бідних євреїв (вул. Кирилівська, 59 - 61). Сюди могли звертатися ті, хто не мав дозволу на проживання в Києві. В 1896 році на гроші Лазаря Бродського був побудований Київський бактеріологічний інститут (Протасов Яр, 4), на гроші Льва Бродського - лікарня для бідних дітей (Бульварно-Кудрявська, 20), Лазарь Бродський пожертвував 60 тис. рублів "Товариству лікарень для хронічно хворих дітей". 
Єврейські лікарі, фельдшери, акушери працювали або консультували практично у всіх київських лікарнях. Більшість заможних членів громади були членами "Київського товариства швидкої допомоги".
У всі ці медичні установи, включаючи Єврейську лікарню, могли звертатися люди всіх віросповідань.

## Освіта
З перших років появи євреїв у Києві з усією гостротою постало питання єврейської традиційної освіти. До 1895 року чоловікам з правом проживання в Києві було заборонено працювати меламедами. Багаті родини могли запрошувати приватних викладачів, бідні були позбавлені цієї можливості. 
Заможні родини намагалися дати своїм дітям світську освіту, щоб ті мали можливість жити поза смугою осілості. Таким чином серед "другого покоління" київських євреїв було чимало адвокатів, лікарів, інженерів. Однак відсоткова норма прийому євреїв до вищих і середніх навчальних закладів, що діяла з 1886 по 1917 роки, обмежила можливості отримання освіти для єврейської молоді. Частковим вирішенням проблеми стали навчальні заклади, побудовані на гроші єврейських меценатів (комерційні, ремісничі та інші училища, гімназії або зуболікарські школи). Наприклад, у Київському Комерційному інституті, заснованому в 1906 році прогресивним професором-істориком Довнар-Запольським, відсоткової норми не було. До кінця 1911-1912 навчальних років тут навчалося 60% євреїв, серед яких Ісаак Бабель, Давид Гофштейн, Соломон Вовсі (Міхоелс) та ін. Але влада нав'язала інституту перегляд статуту. Закладу було надано суттєвий привілей: інститут зрівняли в правах із державними вищими навчальними закладами. Однак нова редакція статуту могла бути затверджена лише за умови введення 5% норми для євреїв. Таким чином, лише невелика частина могла продовжити навчання не змінюючи віри. 
У Першому комерційному училищі, яке утримувалось Київським купецьким зібранням, було домовлено: який відсоток бюджету закладу забезпечують євреї, такий відсоток єврейських учнів туди приймається. Внески євреїв забезпечували понад половину потреб училища. Будинок училища (зараз - вул. Воровського, 24) було побудовано на кошти Льва Бродського. Як Перше, так і Друге комерційне училище тримали в своєму штаті викладачів юдейської релігії.
Особливу роль в освіті єврейської молоді відігравали Київське Музичне та Київське Художнє училища, в яких відсоткова норма була відсутня. Музичне училище ще в 1878 році додало до статуту пункт: «Приймаються особи всіх станів, всіх віросповідань і обох статей».
Художнє училище розпочало роботу в 1900 році. Це, умовно кажучи, "третє покоління" дало на початку ХХ століття плеяду чудових музикантів і художників, які стали відомими в різних країнах світу. Серед них Володимир Горовиць, Ава Певзнер, Абрам Маневич, Борис Арансон, Олександр Тишлер та багато інших.
Але світська освіта призвела до досить стрімкої асиміляції. Якщо на початку 70-х років єврейські магазини категорично не працювали в суботу, то у 80-х роках ситуація змінюється. Єврейська традиція поступово зникає, особливо за межами "гетто". У єврейській літературі і пресі почали нарікати на те, бо "більшість єврейських жителів цього міста відмовилося від Тори". Єврейський письменник Іцхак Вайсберг частину провини поклав на відсутність єврейської освіти для дівчаток, яким у майбутньому не буде чого передати своїм синам. 
Раббини та заможні родини почали "виправляти" стан справ. У 1894 році пані Гольдберг влаштувала субсидійовану їдальню для київських студентів-євреїв, які, за твердженням газеті "Га-меліц", не мали коштів для кошерної їжі і були змушені харчуватися в некошерних їдальнях при навчальних закладах. На рубежі XIX - XX століть у Києві з'явилися єврейські школи з офіційно визнаним статусом .
Початкову єврейську освіту можна було отримати в кількох хедерах, які розміщувалися, як правило, в орендованих приміщеннях. Один з хедерів утримував за свій рахунок відомий ювелір Йосип Маршак. Також хедер діяв в 1910-х роках на Набережно-Хрещатицькій вулиці (№ 27), у будівлі, відомій як «Подільська бурса».
У 1903 році в Києві відкрилося відділення «Товариства поширення освіти між євреями» (Общество распространения просвещения между евреями (ОПЕ)). У Києві «ОПЕ» мало два єврейських дитячих садки, хедер, суботню школу для дорослих, бібліотеку (близько 6,5 тис. книг) та ін.
У 1904 році почало діяти двокласне єврейське училище імені Соломона Бродського з ремісничим відділенням. Його засновники - брати Лазар і Лев Бродські - дали училищу ім'я свого брата Соломона. На кошти Бродських для училища було зведено спеціальну будівлю (нинішній корпус Інституту електрозварювання ім. Є.О.Патона, вул. Антоновича, 69) за проектом одеського архітектора Адольфа Мінкуса. Навчальний курс передбачав вивчення російської та єврейської (іврит) мови, російської і єврейської історії, закону єврейської віри, арифметику, географію та природознавство. Тут могли навчатися 300 хлопчиків. Крім того, було ремісниче відділення ще на 100 осіб. Як майстерні, так і класи забезпечувалися найсучаснішим обладнанням. Були облаштовані навіть приміщення з душем для учнів (вперше в Російській імперії). Випускників училища прирівнювали до випускників християнських початкових шкіл, які закінчили ремісниче відділення. 
В 1911 році на гроші підприємця і філантропа Давида Марголіна архітектор Ф. Ессена побудував будівлю Талмуд-Тори, яка була призначена для навчання 300-400 бідних єврейських хлопчиків (після революції в будівлі розташовувалася трудова школа імені Шолом-Алейхема, де викладав М. Береговський, нині це середня школа №10).
Приватні єврейські гімназії з'явилися лише в період Першої світової війни. У них навчали тих же предметів, що і в державних гімназіях, але, крім цього, єврейської релігії, історії та мови. Восени 1916 року відкрилася єврейська чоловіча гімназія «з правами урядових гімназій» А.Козарінського. Потім були засновані єврейська гімназія інженера Б.Шуммера, реальне училище Ф.Данціса і С.Фельдмана. 
Після Лютневої революції 1917 року «відсоткова норма» в школах і вищих навчальних закладах Києва була скасована.

## Соціальний стан єврейської громади. Благодійність та взаємодопомога
Київ ніяк не можна було назвати «єврейським містом», як інші міста і містечка, які розташовані поблизу і входили в смугу осілості, наприклад, Бердичів або Житомир. Навпаки, місто було швидше антиєврейським. Недарма Шолом-Алейхем дав йому назву Егупец, тобто Єгипет, бо "в Києві євреї мучаться так само, як колись в єгипетському рабстві". Це було єдине місто, в якому зберігалося середньовічне «гетто», тобто були райони, в яких можна було мешкати євреям-ремісникам, і були райони, заборонені для проживання. Близько 40% київських євреїв жили за межею бідності. У 60-х - початку 70-х років ХІХ століття 37% єврейських дітей в Києві помирало в перший рік життя і 56% - в перші п'ять років. Голда Меїр згадує, що четверо дітей в її родині померли відразу після народження. Коли народилася Голда (1898 рік) багата єврейська сім'я взяла маму годувальницею. Завдяки «молочному братові» вдалося вижити Голді .
Зі зміцненням єврейської громади в Києві з'являлося все більше благодійних установ. В 1915 року їх було більше десяти: «Суспільство піклування про бідних ремісників і робітників євреїв міста Києва», Допоміжна ощадна каса «Товариства піклування про бідних ремісників і робітників євреїв міста Києва», «Суспільство допомоги бідним євреям міста Києва «Гмілус Хесед», «Суспільство безкоштовних літніх санаторних колоній для хворобливих дітей незаможного єврейського населення міста Києва», «Суспільство піклування про єврейських жінок і дівчат міста Києва», «Товариство допомоги єврейським вчителям, які живуть в Києві і в смузі осілості» і чимало інших, призначених як для широких верств жителів міста, так і для певних груп, які потребують підтримки на час навчання або лікування. Крім того, євреї були членами неєврейських благодійних та професійних організацій, а також товариств взаємодопомоги.

## Культурне середовище
Географічний поділ євреїв Києва на заможних і багатих, які живуть в Липках, і в інших центральних районах Києва, та бідних мешканців Плоскої та Либідської поліцейських ділянок, істотно впливало на спосіб життя, культуру, мову. 
Перша група була значно менша за чисельністю, але відігравала велику роль і в житті міста, і в діяльності єврейської громади. В цій групі переважно був високий рівень освіти і значний ступінь асиміляції, що виражалося у відмові від традиційного одягу і деяких традицій, у знанні російської мови і вживанні її в побуті, прагнення дати дітям "світську" освіту. Читання російських книг та преси, відвідування театрів, та клубів - все це стало звичайною справою для "липської аристократії" та для "освічених євреїв" (маскілім). 
Спосіб життя другої групи більше нагадував життя в штетлі. Рідною мовою був їдиш, неухильно дотримувалися єврейських традицій, одяг і зовнішність мешканців цих районів виділялися серед інших жителів міста. Поділ був місцем зустрічі обох груп. З одного боку тут можна було зустріти задоволених життям купців, з іншого, бідних жителів, які виконували будь-яку роботу і йшли ввечері в свої будинки "за канаву".
Спроби "об'єднати" два світи київського єврейства в культурному просторі в якійсь мірі намагалася здійснити група "київських мудреців" ("кіевер хохма") на чолі з Шолом-Алейхемом. Соломон Нохумович Рабинович провів в Києві, в цілому, майже чверть століття, зафіксував його образ у чудових творах. На свій кошт він почав видавати альманах «Die Yiddishe Folksbibliotek» (Єврейська народна бібліотека), що став, по суті початком офіційної літератури на мові їдиш, яку через 20 років почнуть вивчати в Гарвардському університеті як культурне явище. Для першого номера видання Шолом-Алейхем замовив єврейському історику статтю про «історію літератури на їдиш», яка відразу додала літературі на їдиш історичної глибини. Крім того він написав скандальну статтю "суд над Шомером", розгромивши розважальні романи плідного письменника і драматурга Шомера (Нохем-Мейєр Шайкевич). Таким чинов Шолом-Алейхем почав позиціонувати твори на їдиш як серйозну літературу. А ще він платив авторам пристойні гонорари, зазначивши в листі до Іцхака Лінецького, що письменник на їдиш "не повинен бути рабом редактора і працювати за стакан горілки і шматок чорного хліба", від повинен отримувати гідну платню, щоб розуміти, що література на їдиш - серйозна справа. Грошей у Соломона Рабиновича вистачило на два номери (1888 и 1889 р.р.), але література на їдиш була створена і Київ став її батьківщиною .
Шанувальники мови іврит об'єдналися навколо Київського відділення Товариства любителів давньоєврейської мови (Ховевей сфат евер), яке з 1908 року працювало під проводом сіоністського діяча Гілеля Златопольського. Він наполягав на запроваджені івриту в більш ніж шістдесяти муніципальних школах Києва й на необхідності вечірніх курсів, лекцій і груп неформального спілкування. Його дочка Розалія (Шошана) згодом стала одним з найбільших видавців літератури на івриті в Російській імперії, а потім в Ерец-Ісраель, вона була депутатом першого Кнесету Держави Ізраїль. 
Деякий час Товариство збиралося в приміщенні «Київського громадського зібрання» - ще одного центру культурного життя Києва (Володимирська, 45-а). Цей поважний культурно-просвітницький центр розміщувался в будівли сучасного Будинку вчених. Він звався «Київське громадське зібрання» і народився як клубний заклад для спілкування ліберальної інтелігенції. Відвідувачі «зібрання» не поділяли пануючу ідеологію російського імперського шовінізму, втілену в публікаціях газети «Киевлянин». Саме видавець опозиційного «Киевлянину» місцевого видання «Киевская мысль» Рудольф Лубківський стояв біля витоків «Київського громадського зібрання», заснованого у 1907 році. Потім Лубківський тривалий час очолював клуб. 
Наряду з титулованими аристократами  - баронами Оргіс фон Рутенберг чи Штейнгель, з майбутнім міністром фінансів гетьманської України Антоном Ржепецьким, тут можна було зустріти багато євреїв – керівника Дніпровського пароплавства Давида Марголіна, фабриканта цегли Хаїма Волкова, ювеліра Йосипа Маршака, громадського рабина Авраама Гуревича та інших. 
«Зібрання» регулярно організовувало концерти професійних виконавців, літературні вечори або просвітницькі лекції а також «сімейні вечора» і «дитячі ранки». Книгозбірня «Київського громадського зібрання» вважалася тоді однією з найкращих у місті та налічувала понад 40 тисяч томів. Велику частину книгозбірні склала щедра пожертва почесного члена «зібрання» барона Володимира Гінзбурга .
Любителі менш інтелектуальних розваг збиралися в Громадському зібранні «Конкордія» (в буквальному перекладі – «згода»). Це був елітний клуб, заснований Львом Бродським у 1908 році, де відвідувачі, переважно заможні євреї, проводили час за грою в карти .
Звичайно, заможні єврейські сім'ї регулярно відвідували київські театри, симфонічні та камерні концерти, музичні вечори. У жителів околиць коштів на театри не було. Свої культурні потреби вони задовольняли в молитовнях або синагогах, читаючи Тору і слухаючи канторів, або на ярмарках, коли "єврейським музикантам дозволялося трохи поексплуатувати Київських меломанів". Були в Києві і свої "знамениті" вуличні музиканти. Наприклад, жителі Євбазу обожнювали шарманщика Гірша, який ходив по дворах і грав нехитрі мелодії, тішачи серця невибагливої публіки і отримуючи дрібні монети за свою працю.

## Єврейські політичні партії та групування
У перші роки "освоєння київського простору" єврейське життя протікало поза політичним контекстом. Головним завданням було вписатися в міський соціум, організувати бізнес, вирішити побутові проблеми. Ситуація різко змінилася після погромів 1881 року. Палестинофільскі, сіоністські, демократичні і революційні ідеї опановували умами членів єврейської громади.
Однією з найбільш значних фігур в сіоністському русі став Макс-Еммануїл Мандельштам - лікар-офтальмолог, з 1869 року - доцент Київського університету. На першому сіоністському конгресі в Базелі (1897 р.) Мандельштам був обраний членом виконавчого комітету Всесвітньої сіоністської організації. Через три місяці, коли в Білостоці заклали основи Сіоністської організації Російської імперії, Мандельштаму доручили фінансовий центр. Його будинок на вул. Олександрівській (Грушевського, 8) став сіоністським центром Києва. Мандельштам був учасником семи сіоністських конгресів. 
									Лео Моцкин 
Сіоністи Києва брали активну участь в імперському і міжнародному сіоністському русі, завжди відстоюючи при цьому свою позицію. Під час Першої світової війни Володимир (Зеєв) Жаботинський шукав можливість сформувати бойовий єврейський легіон у складі британської армії, керівники всесвітньої сіоністської організації категорично заборонили йому цю діяльність, оскільки побоювалися, що Османська імперія у відповідь зруйнує єврейські поселення в Ерец-Ісраель.
Більшість соратників відвернулася від поета-сіоніста. Ні в Петербурзі, ні в Одесі з ним не захотіли розмовляти. Підтримали Жаботинського тільки київські сіоністи. Він писав:
Встретили меня киевляне как родного‚ созвали заседание‚ выслушали доклад‚ одобрили‚ ободрили‚ благословили на работу дальше‚ обещали помогать‚чем можно‚ и сдержали свое слово. Не раз в трудный день я посылал телеграмму в Киев: «Выручайте!» — и ответ всегда получался через банк .
У Києві були представлені всі єврейські політичні партії:
• Загальний єврейський робітничий союз в Литві, Польщі і Росії «Бунд» (початок 1890-х-1921).
Одним із розробників політичної платформи був відомий революціонер Юлій Мартов (Цедербаум, племінник Олександра Цедербаум видавця першої в Російській імперії газети на івриті "Га-Меліц" з додатком на їдиш «Кол мевассер», якій став окремим виданням і де дебютувала більшість єврейських письменників імперії, які згодом стали всесвітньо відомими).
• Єврейська соціал-демократична робітнича партія «Поалей Ціон» (1900-1928). 
• сіоністська соціалістична партія (1904-1917).
основними теоретиками і лідерами якої вважалися Н. Сиркін, Б. Борохов. У 1917 році Бер Борохов був похований в Києві.
• Соціалістична єврейська робітнича партія (СЕРП, 1906-1917).
• Фолкспартей (Folkspartei, Народна партія, 1906-1917),
була створена Шимоном Дубновим, одним з найбільш шанованих єврейських істориків того часу. 
• Єврейська територіалістічна робоча партія.
• Об'єднана єврейська соціалістична робоча партія (1917-1920).
У Радянському Союзі тільки три єврейських формування отримали правове становище - лівий Бунд, Об'єднана єврейська соціалістична робоча партія і Робітники Сіону. Ці рухи можна розуміти як прояви єврейського національного комунізму, схожі на український національний комунізм. Доля єврейських національних комуністів була дуже схожа на долю їхніх українських колег. Бунд злився з Об'єднаною єврейською соціалістичною робітничою партією, щоб сформувати комуністичний «Фарбанд», а пізніше був захоплений більшовиками. Ліве крило Робочих Сіону розділилося на більш радикальну єврейську комуністичну партію, прийняту більшовиками в 1922-1923 роках, і більш ортодоксальну єврейську комуністичну робітничу партію. Останньому судилося стати останньою законною небільшовицької партією в Радянському Союзі. Вона була ліквідована в 1928 році.

## Особистості
У цей період у Києві народилися, жили, вчилися люди, які зіграли потім важливі ролі в світовій історії та культурі, а також у боротьбі за створення і становлення Держави Ізраїль. 
Прем'єр-міністр Держави Ізраїлю, одна з найвідоміших жінок-політиків у світі, Голда Меїр (народилася в Києві в 1898 році). Четвертий президент Держави Ізраїлі, вчений біофізик Ефраім Кацір (народився в Києві в 1916 році). Відомий письменник Ілля Еренбург (народився в Києві в 1891 році). Останній романтик ХХ століття, знаменитий американський піаніст Володимир Горовиць (народився в Києві в 1903 році). Єврейський вчений і громадський діяч, один з найвизначніших ідеологів і лідерів соціалістичного сіонізму Бер Борохов (помер в Києві в 1917 році). 
У Києві жили і навчалися Ісак Бабель, Соломон Вовсі (Міхоелс), Давид Гофштейн, Григорій Козинцев, Олексій Каплер, Сергій Юткевич, Ісак Рабинович, Олександр Тишлер, Аво Певзнер, Надія Мандельштам, Любов Козинцева, брати Фрідлянд (Михайло Кольцов і Борис Єфімов) та багато інших.

## Євреї та радянська влада
Після Лютневої революції юридичне становище російських євреїв докорінно змінилося. Були скасовані всі «обмеження в правах російських громадян, обумовлені приналежністю до того чи іншого віросповідання, віровчення або національності». 
9 січня 1918 Центральною радою був затверджений закон про національно-персональну автономію, складений єврейської комісією під керівництвом М. Зільберфарба, міністра з єврейських справ в Раді народних міністрів УНР. Цей закон визнавав за всіма неукраїнськими національностями право на «самостійне улаштування свого національного життя». 
Після повернення до влади уряду Центральної Ради в грудні 1918 було відновлено дію Закону про національно-персональну автономію і було утворено єврейське міністерство.
Це був час надій. На початку 1918 року для розвитку культури на їдиш було створено товариство «Культур-ліга» — об'єднання єврейських художників, письменників, режисерів і видавців, яке включало освітню, видавничу, бібліотечну, музичну, театральну, літературну і художню секції. На початку 1919 р. почали діяти архівна секція та секція єврейської статистики. Були відкрити Народний університет, єврейська гімназія, вчительська семінарія, курси підготовки єврейських вчителів, було створено видавництво «Культур-Ліга», список видань якого налічує 345 позицій. У 1918 році відділи Культур-Ліги були створені майже в 100 містах і містечках української частини Російської імперії. В 1919 році в містах України було відкрито 27 музичних шкіл Культур-Ліги. У 1919 році в містах України було відкрито 27 музичних шкіл Культур-Ліги.
Членами та учасниками організації були: Олександр Тишлер, Марк Епштейн, Іссахаре-Бер Рибак, Борис Аронсон, Ніссон Шифрін, Йосип Ельман, Ісаак Рабинович, Марк Шагал, Ель Лисицький, Абрам Маневич, Соломон Нікрітін, Йосип Чайків, Давид Гофштейн, Перець Маркиш, Лейб Квітко, Мойсей Береговський та багато інших діячів культури, які сьогодні відомі всьому світу.
Знищення Культур-Ліги почалося в 1920 року. Велика частина секцій була ліквідована. Остаточне руйнування відбулося в 1924 році, після чого значна частина видатних особистостей покинули Радянський Союз. Найдовше проіснувало видавництво, його закрили в 1930 році. 

## Єврейська пролетарська культура. Розквіт та занепад
Початок 1920-х років у Києві характеризувався бурхливим розквітом їдишської культури: єврейські театри та школи, фольклорні концерти. Крім того, єврейська молодь із ентузіазмом долучилася до культурного життя Києва. Блискучі концерти в київських парках і Пролетарському будинку мистецтв за участю В. Горовиця, Н.Мільштейна, Л. Штейнберга, Г. Нейгауза і ряду інших чудових музикантів, театральні прем'єри, художні виставки. 
Надія Яківна Мандельштам (Хазіна) згадувала:
Я не люблю свою раннюю молодость. У меня ощущение, будто по колосящемуся полю бежит огромное стадо – происходит гигантская потрава. В те дни я бегала в одном табунке с несколькими художниками. Кое-кто из них вышел потом в люди. У нас были жесткие малярные кисти, мы тыкали их в ведра с клеевой краской и размазывали грубыми пятнами невероятные полотнища, которые потом протягивали поперек улицы, чтобы под ними прошла демонстрация.
А Осип Мандельштам побачив Київ 1920-х років так:
Киевляне гордятся: все к ним приехали! В городе сразу: настоящий джазбанд, Еврейский Камерный из Москвы, Мейерхольд и Дуров, не говоря уже о других. Колченогий карлик Дурова выводит погулять знаменитую собаку-математика — событие! Негр идет с саксофоном — событие! Еврейские денди — актеры из Камерного — остановились на углу — опять событие!
...
Слышу под ногами какое-то бормотание. Это хедер? Нет... Молитвенный дом в подвале. Сотня почтенных мужей в полосатых талесах разместилась как школьники за желтыми, тесными партами. Никто не обращает на них внимание. Сюда бы художника Шагала!
...
и внимательный прохожий, заглянув под вечер в любое окно, увидит скудную вечерю еврейской семьи — булку-халу, селедку и чай на столе.
У 1926 році у місті було відкрито науково-дослідну установу з вивчення єврейської «пролетарської» культури та сприяння її розвитку. З 1926 по 1929 рік вона називалася – «Кафедра єврейської культури при ВУАН», з 1929 по 1936 рік - «Інститут єврейської пролетарської культури». У ньому було шість спеціалізованих відділів (історичний, філологічний, етнографічний, літературний, соціально-економічний і педагогічний). Крім цього до Інституту входили Центральний архів єврейської преси, який отримував сотні видань з юдаїки з усього світу; Єврейська бібліотека, яка мала фонд з більш ніж 60 тис. томами та Музей єврейської сучасності. В 1936 році Інститут було закрито. Замість нього було відкрито «Кабінет єврейської мови, літератури та фольклору при АН УРСР». Його керівником став член-кореспондент АН УРСР Елі Співак. На цей час замість сотні робочих залишилося 11 чоловік, а наукових секцій стало всього три - лінгвістична (керівник Е. Співак), літературна (керівник Т. Альтман) і секція музичного фольклору (керівник М. Я. Береговський).  
У середині 1930-х років Київ був визнаним центром літератури на їдиш. Давид Гофштейн, Перець Маркіш, Лев Квітко та інші поети і письменники розвивали "єврейську пролетарську літературу". 
Але в цей час у Радянському Союзі почався наступ на їдишську культуру. Кульмінаційним моментом став арешт визнаного авторитету Мойсея Літвакова. Колишній прихильник «духовного сіонізму» і послідовник Ахад ха-Ама, студент Сорбонни, київський журналіст (писав статті в газеті «Киевская мысль» під псевдонімом М. Лиров), член Центральної Ради, один з творців Культур-Ліги, завідувач літературної частина Державного Єврейського театру (ГОСЕТ), головний редактор газети «Дер Емес» («Правда»), був арештований в 1937 році. Йому інкримінували «проведення шкідницької роботи у пресі», «участь у контрреволюційній троцькістської терористичної організації», «керівництво терористичною групою в Мінську». Його ім'я під № 48 увійшло в розстрільний список від 7 грудня 1937 року, підписаний Сталіним, Молотовим та Ждановим.

## Боротьба з сіонізмом
Вже у 1919 року влада почала вести боротьбу з сіоністськими робочим і молодіжним рухами. 3 жовтня 1921 року (в день Рош га-Шана) євсекція влаштувала публічний суд над єврейської релігією. 4 травня 1922 року був заарештований 51 делегат Всеукраїнської конференції Це'ірей Ціон. 27 осіб були засуджені до різних термінів ув'язнення і заслання. Проте, загони Ха-Шомер ха-Ца'ір та івритська гімназія «Тарбут» функціонували в Києві до 1924 року, а потім продовжували діяти нелегально до 1928 року. У 1925 р відбувся суд над організатором підпільної єшиви Моше Вінярським. Підпільна Любавицька єшива на квартирі М. З. Раппопорта (1890-1941) проіснувала до 1937 року. У 1926 році була закрита Хоральна синагога, в якій відкрився клуб євреїв - кустарів-одинаків ("кустарей-одиночек").
До кінця 30-х в Києві були знищені практично всі єврейські інституції. Велику кількість євреїв міста було репресовано за різними звинуваченнями.
Відповідно до військово-економічної довідки від травня 1941 року, чисельність населення Києві становило 25,5% населення міста (215 730 осіб).

## Під нацистською окупацією. Загибель київського єврейства. Бабин Яр
Нацисти увійшли до Києва 19 вересня 1941 року. 
У звіті айнзацгруппи «С» в Берлін повідомляється, що за два дні - 29 і 30 вересня -нацисти вбили в Бабиному Яру 33 771 людину. Після цього айнзацгрупу було відправлено в Житомир. У місті залишився поліцейський батальйон «5а», якій «відзвітував» ще за 5 тисяч осіб. 2 жовтня нацисти і поліцаї закінчили «акцію» і почали сортувати одяг вбитих. 
На тих, хто не пішов за наказом, почали справжнє полювання. У пресі розгорнулася антисемітська пропаганда та заклики допомагати нацистам шукати євреїв, які переховувалися. Людей знаходили і вбивали до останніх днів окупації. Лише незначній частині вдалося врятуватися завдяки допомозі їхніх українських родичів, сусідів, друзів.
Влітку 1943 року нацисти почали знищення слідів злочину. Тіла вбитих спалювали на майданчиках, споруджених з надгробків єврейського кладовища.

## Антисемітизм сталінського післявоєнного періоду
24 травня 1945 року в Кремлі Сталін підняв тост «за здоров'я російського народу», назвавши російський народ «найвидатнішою нацією з усіх націй, що входять до складу Радянського Союзу». Засоби масової інформації підхопили ідею і стали пояснювати населенню країни, що російському народові, «старшому і могутньому братові в сім'ї радянських народів», довелося взяти на себе головний тягар боротьби з гітлерівцями, і він з честю виконав цю велику історичну місію. У пресі з'явилися «листи трудящих»: «Проти засилля євреїв у пресі», проти засилля «ворогів-космополітів» у мистецтві». 
Почалася потужна державна антисемітська компанія, що включала «боротьбу з космополітизмом», розстріл членів єврейського антифашистського комітету, «справу лікарів», антисіоністську діяльність.

## Розстріл членів єврейського антифашистського комітету
7 квітня 1942 року в радянській пресі було опубліковано повідомлення про заснування Єврейського антифашистського комітету (ЄАК) і його звернення до «євреїв в усьому світі». Під ним стояло 47 підписів. «Євреї всього світу» відгукнулися на цей заклик. У США був створений Єврейська рада з надання допомоги Росії на чолі з Альбертом Ейнштейном. У Палестині заснований громадський комітет з надання допомоги СРСР.
У Єврейський антифашистський комітет увійшли політичні діячі, письменники і поети, всесвітньо відомі музиканти і актори, генерали, академіки. Головою цієї організації призначили Соломона Міхоелса, секретарем став Шахно Епштейн, який також редагував офіційну газету ЄАК «Ейнікайт» («Єдність»).
У 1943 році Соломон Міхоелс і Іцик Фефер, офіційні представники радянських євреїв, зробили семимісячну поїздку до США, Мексиці, Канаді та Великої Британії.
Для радянських збройних сил Єврейський антифашистський комітет зібрав 16 мільйонів доларів в США, 15 мільйонів - в Англії і Канаді, 1 мільйон - в Мексиці, 750 тисяч - в британській Палестині. Крім того була надана допомога: машинами, медичним обладнанням, санітарними машинами, одягом. Наприклад, 16 липня 1943 газета «Правда» писала: «Соломон Міхоелс і Іцик Фефер отримали повідомлення з Чикаго, що спеціальна конференція Джойнт розпочала кампанію, щоб фінансувати тисячу санітарних машин для потреб Червоної Армії». Діяльність комітету мала великий вплив на міжнародну громадську думку, багато в чому сприяла відкриттю Другого фронту.
Однак, після перемоги Сталін більше не потребувала діяльності Єврейського антифашистського комітету і вирішив позбутися його членів. Голова комітету Міхоелс був убитий в Мінську, його тіло кинули на вулиці під вантажівку, інсценуючи автомобільну катастрофу. Решта членів комітету, серед яких були відомі єврейські вчені і письменники, були заарештовані в 1948-1949 роках і, після тривалих знущань і тортур 12 серпня 1952 роки 13 чоловік були розстріляні.

## Спроби остаточного розгрому їдишської культури
Понад 100 відомих діячів науки, мистецтва, культури були арештовані «за зв'язок із Єврейським антифашистським комітетом».
У Києві серед неформальних лідерів єврейської громадськості спецслужби особливо виділяли письменників Д. Н. Гофштейна, І. Н. Кіпніса, академіка АН УРСР М. М. Губергрица і завідувача кабінетом єврейської культури при АН УРСР Е. Г. Співака.
Їдишський поет, колишній студент Київського комерційного інституту, «кадровий сіоніст» Давид Гофштейн накликав на себе підозри тим, що «в своїх творах закликав ... до створення єврейської державної самостійності за допомогою Англії», а «перебуваючи у творчому відрядженні в Чернівцях в квітні 1947 г. ... двічі виступав з націоналістичними промовами». Гофштейн був розстріляний 12 серпня 1952 року.
Поета, письменника, перекладача Ісаака Кіпніса в «підручні» до Гофштейну органи записали через те, що той був «відомий своїми антирадянськими сіоністськими поглядами». Ще в 1930 році, Кіпніс підписав лист радянському уряду про необхідність івриту в вузах, за що поплатився вигнанням з Асоціації пролетарських письменників. У 1948 році Ісаак Нухимович був заарештований і відправлений до Сибіру.
Іллю Григоровича Співака заарештували 13 січня 1949 року. Звинувачували в тому, що
У 1943 році разом зі своїми спільниками Міхоелсом, Фефером і Епштейном встановив ворожий зв'язок з єврейськими організаціями Америки, направляв американцям шпигунські відомості про євреїв-вчених, які працювали в Академії Наук УРСР, а також про перспективи розвитку єврейської культури і можливості посилення націоналістичної діяльності в умовах Української СРСР. У 1946 році він нібито двічі зустрічався в Києві з американським розвідником Гольдбергом, якого інформував про роботу Кабінету єврейської культури та інших єврейських організацій України... .
Розстріляти Іллю Співака не встигли. Після 14 місяців допитів та моральних і фізичних катувань він 4 квітня 1950 року помер у в'язниці. Справу проти нього було припинено «через смерть обвинуваченого». Втім, у 1955 році це формулювання було змінене:
Перевіркою, здійсненою у 1955 році Прокуратурою СРСР встановлено, що справа колишніх керівників ЄАК Фефера, Квітко, Маркіша, Бергельсона та інших, в злочинних зв'язках з якими нібито перебував Співак, сфальсифіковано колишніми працівниками МГБ СРСР, ворогами народу Абакамовим, Рюміним, Комаровим, Лихачовим та ін., в зв'язку з чим за висновками Генерального Прокурора СРСР справу Лозовського, Фефера, Квітко та ін. 22 листопада 1955 року  Військовою Колегією Верховного суду СРСР припинено за відсутністю в діях вищезгаданих осіб складу злочину по т. 4 п. 5 КПК РСФСР.
Перевіркою також встановлено, що Гольдберг є прогресивним діячем США, і за активну діяльність на користь СРСР перебував у розробці  американської розвідки. Після повернення з поїздки до СРСР, він видав друком у американській пресі кілька об'єктивних статей про життя євреїв в Радянському Союзі. Таким чином, хоча Співак  під час слідства і визнав себе винним в злочинних зв'язках з членами ЄАК, однак, як тепер встановлено, обвинувачення, що йому було пред'явлене, було необґрунтованим. Оскільки припинення справи Співака через смерть обвинуваченого є неправильним, керуючись ст. 221 КПК РСФСР,
Постановив: Постанову Слідчої частини з особливо важливих справ при МДБ СРСР від 10 квітня 1950 року про припинення справи Співака через смерть обвинуваченого змінити: справу у звинуваченні Співака Іллі Григоровича (він же Еля Гершович) припинити за відсутністю у його діях складу злочину за ст. 4 п. 5 КПК РСФСР.
Багатогодинні допити, часто - тортури, примушували людей підписувати протоколи, в яких читання газет, листування з рідним братом або сестрою, спілкування з іноземцями, зустрічі з друзями, відвідування синагоги, бажання жити у єврейській державі, перетворювалося на антирадянську діяльність і ставало  злочином.
Один з таких «томів» - багатосторінковий фоліант із протоколами допитів, постановами, актами - «справа» письменника, фронтовика, кавалера ордена Червоної Зірки Натана Забари. Він був заарештований у 1951 році і засуджений за «єврейський буржуазний націоналізм» на 10 років таборів. Ризикуючи збільшенням терміну ув’язнення  у таборах, Забара влаштовував для єврейської молоді на Колимі пасхальні Седери, залучав її до національних традицій і культури.
6 липня 1956 року Комісія з перегляду прав безпідставно репресованих радянських громадян реабілітувала Натана Забару і дозволила йому повернутися до Києва. Після виходу на волю він став одним з перших в Києві нелегальних викладачів івриту. Здоров'я письменника було підірване сталінськими таборами. Він тяжко хворів і помер 19 лютого 1975 року.

## Євреї в СРСР під час "відлиги" та "застою"
Боротьба за пам'ять.
Під час "відлиги" знову заговорили про трагедію Бабиного Яру. Вірші Є. Євтушенко, книга "Бабин Яр" А.Кузнєцова миттєво розлетілися по країні. Овсій Дріз, який навчався колись у Київському художньому училищі, написав на їдиш вірші "Бабин Яр", що стали знаменитою піснею на музику Ревекки Боярської. Люди зібралися у Бабиному Яру, щоб вшанувати пам'ять загиблих євреїв. 
Однак недовга "відлига" скоро скінчилась. Після Куренівської трагедії Бабин Яр замили. Твори про єврейську трагедію знову стали "забороненими", їх поширення каралося законом. Вони потрапили в категорію "самвидаву". Єврейське кладовище було вирішено знищити. Мацеви бульдозерами скидали в яри.
Але нове покоління єврейської молоді не хотіло знову опинитися в безодні 
страху і забуття. Вони почали пошук своїх шляхів. Цей стан точно і лаконічно описав випускник Київського гідромеліоративного інституту, науковий співробітник і поет, учитель фізики та інженер, сіоніст і вболівальник за долю України, Еммануїл (Амік) Діамант:
У першій половині 60-х років, прийшовши до тями від гітлерівського та сталінського погрому, нове покоління радянських людей - покоління нових радянських євреїв - почали вступати в своє свідоме життя і розкручувати свій виток новітньої (єврейської) історії. Як свіжа зелень на місці чорного згарища, що залишився після недавньої всесвітньої пожежі, то тут то там виникали розрізнені групки єврейської молоді, стурбованої своєю національною ідентифікацією, яка на той час була зруйнована і розтоптана радянською владою. (Як і сам Бабин Яр в ті роки, як незліченна безліч інших братських могил, які залишилися після Другої світової війни по всій Європейській частині Радянського Союзу).
Усвідомлення своєї наступності, прийняття на себе відповідальності за те забуття і ганебний, принизливе стан, в якому знаходилися могили, було першим кроком на шляху національної самоідентифікації цих молодих людей і набуття ними свого національного самоусвідомлення.
У цей період почалися перші контакти «сіоністів» з українськими правозахисниками. На мітингу 1966 р. сказав свої знамениті слова Іван Дзюба:
Є речі, є трагедії, перед безмірністю яких будь-яке слово безсило і про яких більше скаже мовчання - велике мовчання тисяч людей. Може бути, і нам пристало б тут обійтися без слів і мовчки думати про одне й те ж. Однак мовчання багато говорить там, де все, що можна сказати, вже сказано. Коли ж сказано ще далеко не все, коли ще нічого не сказано, - тоді мовчання стає спільником неправди і несвободи. Тому ми говоримо, і повинні говорити про це - скрізь, де можна і де не можна, використовуючи будь-який привід, який трапляється так нечасто».
Леонід Плющ у своїй книзі «На карнавалі історії» згадує:
З «сіоністами» я вперше зіткнувся на процесі Кочубієвського 13 травня 1969 року. Біля будівлі суду зібралася невелика група єврейської молоді.....
Багато років Бабин Яр був ареною боротьби влади проти пам'яті. Коли мовчати про трагедію стало неможливо, був поставлений пам'ятник "мирним радянським громадянам".
Тільки після здобуття Україною незалежності, євреї Києва отримали дозвіл поставити пам'ятник, присвячений єврейській трагедії. Його відкрили 29 вересня 1991 року. Автори  "Менори" (скульптори Я.Левіч, К.Левіч, архітектор Ю.Паскевіч, інженер Б.Гіллер) вибрали цей мирний символ Храму і світла для збереження голосів убитих євреїв міста. 
Сьогодні тут розташований історико-меморіального заповідника «Бабин Яр» і є багато  пам'ятників. У 2001 був поставлений пам'ятник дітям, розстріляним в Бабиному Яру.
В 2018 році були відновлені ворота єврейського кладовища. Зліва від них будинок Хевра-Кадіш, зведений архітектором В. Ніколаєвим в 90-ті роки XIX століття і добудований в радянські часи. У ньому проводяться виставки, присвячені трагедії та готується експозиція для музею Бабиного Яру. 

## "Відмовники"
Ще одна драматична сторінка історії київського єврейства пов'язана з боротьбою за право на еміграцію, яка часом тісно стикалася з дисидентською боротьбою за права людини. 
Після створення Держави Ізраїль багато переїжджали туди на постійне проживання. Для радянських євреїв це було дуже складно. Радянський Союз всіляко перешкоджав виїзду людей. Тих, хто хотів здійснити алію, радянська пропаганда перетворювала на «зрадників батьківщини», а потужні каральні структури зробили все, щоб якомога менше людей змогли легально виїхати з країни. Кількість дозволів на виїзд була набагато меншою, ніж кількість людей, які подавали документи. Тисячі людей отримували відмову. Роками єврейським родинам доводилося жити без засобів до існування, оскільки на роботу їх не брали, а виїхати з країни не дозволяли. Акції протесту об'єднали людей, яких і стали називати «відмовниками». 
Перший в СРСР нецензурований правозахисний інформаційний бюлетень «Хроника текущих событий», який поширювали через самвидав, в 1981 році повідомляв:
По неполным   данным,   в   настоящее   время   в   Киеве насчитывается около  7  тысяч  евреев-отказников. Подавляющее большинство имеет   мотивом   отказа   "отсутствие   мотива воссоединения семей".
У тому ж номері було надруковано лист київських відмовників: 
Нас, членов еврейских семей, вначале лишили работы и вынудили порвать все  социальные  связи,  прежде  чем  мы смогли,    пользуясь   законным   правом   выбора   места  жительства, обратиться с ходатайством о выезде в Израиль.
Затем  многим  из  нас  незаконно  отказали в этом праве, большинству - под предлогом отсутствия в  Израиле  прямых родственников.   Как  показывает  опыт,  ярлык  отказника никогда не позволит нам обрести  работу, соответствующую образованию и уровню квалификации, нашим детям - получить образование в соответствии с их  способностями,  а  людям пред-пенсионного   возраста  -  получить  соответствующее социальное  обеспечение.  Более  того,  почти  невозможно стало  найти  даже  неквалифицированную работу.  С другой  стороны,  этот ярлык вселяет подозрительность и недоверие к  нам местных властей,  о чем свидетельствует постоянный  надзор органов милиции и госбезопасности.  Фактически нас подвергли  остракизму.  И это не все.  Время от времени с некоторых из  нас  снимают  ярлык  отказника  и  наделяют ярлыком   мелкого   хулигана,  сквернослова,  уголовника, наркомана,  хранителя оружия или тунеядца.  Именно  такие ярлыки были использованы властями г.  Киева для осуждения отказников Валерия Пильникова (5 лет),  Кима Фридмана  (1 год),  Владимира  Кислика  (3 года),  Станислава Зубко (4 года), не считая многочисленных административных арестов.
Несомненно,  ярлыков бесчисленное множество, и поэтому не исключено,  что  кто-то   из   нас   еще   будет   сделан антисоветчиком,  валютчиком, фарцовщиком, насильником или вором, если беззаконию не будет положен конец.
О размерах  нашего  бесправия  и  униженности  можно судить хотя бы по тому,  что  не  всем  в  Киеве  теперь позволено чтить память жертв Бабьего Яра. 31 мая прошлого года сотрудники милиции  и  госбезопасности  во  главе  с капитаном   КГБ   Новиковым   Р.М.   попросту   разогнали собравшихся в Бабьем Яру отказников,  а 29 сентября  того  же  года  в районном отделении милиции Ленинского р-на г.Киева,  где собрались отказники в связи с попыткой ареста  одного  из  них,  майор  КГБ Одинцов В.Г.  заявил:  "Если кто-нибудь из вас сегодня появится в Бабьем  Яру,  можете считать себя вечными отказниками".
ВЕЧНЫЙ ОТКАЗНИК    -    ЗЛОВЕЩИЙ    ПРИЗНАК   ВЕЧНОЙ ОБРЕЧЕННОСТИ!
Не обязательно уничтожать людей физически. 
Моральный непрекращающийся погром не менее страшен.
Какую цель преследуют советские власти?
К чему они придут?
Тільки в кінці 80-х років всі бажаючі отримали можливість виїхати до Ізраїлю. Там сформувалася велика діаспора вихідців з України і, в тому числі, колишніх киян. 
Деякі з них сьогодні повернулися в незалежну Україну.

## Життя євреїв в сучасній Україні
У кінці 1980-х років почалося поступове відродження єврейського життя Києва. У 1987 році після багаторічної перерви, знов з'явилася посада рабина єврейської релігійної громади. У січні 1992 року був створений Відділ єврейської історії та культури АН України (з 2008 - Центр єврейської історії та культури). Певною мірою він вважався наступниками наукових традицій Кабінету єврейської літератури, мови та фольклору, який існував в Академії наук УРСР з 1936 – по 1949 рік, під керівництвом Е.Співака. З 1993 року працює Інститут Юдаїки, створений Центр досліджень історії та культури східноєвропейського єврейства. 
У трьох будівлях, в яких раніше розміщувалися синагоги, знову звучать молитви. Це синагога на вул. Щекавицькій, Синагога Бродського та Галицька синагога.  
Крім того функціонують ще кілька релігійних громад: Київська релігійна Громада прогресивного юдаїзму «Атиква» (вул. Ярославська, 6, поверх 4); юдейська релігійна громада "Еш а-Тора" (Петропавлівський пров, 23/1), Громада традиційного юдаїзму з культурним центром "Масорет" (вул. Андріївська, 13).
У Києві працюють єврейські школи, дитячі сади, академічні програми з юдаїки у вищих навчальних закладах, культурні, освітні, спортивні центри для людей будь-якого віку, театри, спортивні центри, бібліотеки. Інформацію про більшість цих організацій можна знайти на сайті ВААДу України (Волошская 8/5).
У Києві встановлені меморіальні дошки, присвячені пам’яті Голди Меїр, Володимира Горовиця, Шолома Алейхема (крім дошки у місті ще є пам'ятник і музей письменника), Осипа і Надії Мандельштам, Давида Гофштейна, Переца Маркіша та інших всесвітньо відомих особистостей.
Міжнародний Благодійний Фонд «Хесед «Бней Азріель» (вул. Пітерська, 4а) намагається покращити якість життя осіб похилого віку, які є найбільш соціально незахищеною частиною єврейської громади, надаючи їм благодійну допомогу та соціальну підтримку. Основну фінансову підтримку Хеседу надає «Джойнт» - найбільша єврейська благодійна організація (вул.Глибочицька, 17-А, корпус 2, оф.102), також функціонує організація «Сохнут» (вул. Старокиївська, 10). 
У Києві розташовується Посольство Ізраїлю в Україні (бул. Лесі Українки, 24), при посольстві працює Ізраїльський культурний центр, який знайомить жителів України з історією і культурою держави Ізраїль (вул. Є.Коновальця, 36-д, 7 пов.).